# Browallia sandrae
Browallia sandrae är en potatisväxtart som beskrevs av S.Leiva, Farruggia och Tepe. Browallia sandrae ingår i släktet browallior, och familjen potatisväxter. Inga underarter finns listade i Catalogue of Life.